# Пужи (коммуна)
Пужи́ (фр. Pougy) — коммуна во Франции, находится в регионе Шампань — Арденны. Департамент — Об. Входит в состав кантона Рамрюпт. Округ коммуны — Труа.
Код INSEE коммуны — 10300.
Коммуна расположена приблизительно в 155 км к востоку от Парижа, в 60 км южнее Шалон-ан-Шампани, в 27 км к северо-востоку от Труа.

## Население
Население коммуны на 2008 год составляло 274 человека.
| 1962 | 1968 | 1975 | 1982 | 1990 | 1999 | 2008 |
| ---- | ---- | ---- | ---- | ---- | ---- | ---- |
| 244  | 261  | 238  | 242  | 213  | 245  | 274  |

## Администрация
| Период | Период | Фамилия        | Партия | Примечания |
| ------ | ------ | -------------- | ------ | ---------- |
| 2001   | 2008   | Мишель Жильбла |        |            |
| 2008   |        | Дидье Понселе  |        |            |

## Экономика

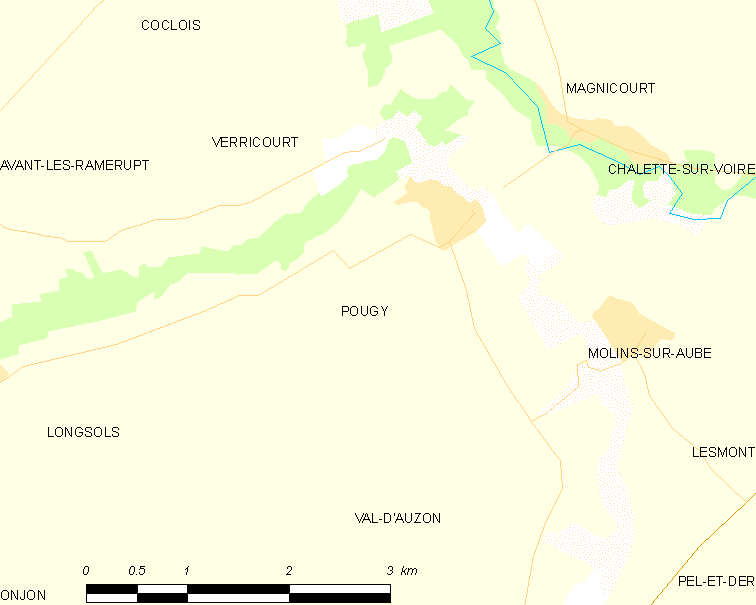
Карта коммуны

В 2007 году среди 163 человек в трудоспособном возрасте (15—64 лет) 120 были экономически активными, 43 — неактивными (показатель активности — 73,6 %, в 1999 году было 71,9 %). Из 120 активных работали 110 человек (56 мужчин и 54 женщины), безработных было 10 (4 мужчины и 6 женщин). Среди 43 неактивных 7 человек были учениками или студентами, 18 — пенсионерами, 18 были неактивными по другим причинам.